# Expedition 16
Expedition 16 var den 16:e expeditionen till den Internationella rymdstationen (ISS) och som pågick från oktober 2007 till april 2008.
Två besättningsmedlemmar, Jurij Malentjenko och Peggy Whitson, skickades upp den 10 oktober 2007 ombord Sojuz TMA-11. Clayton Anderson befann sig redan på ISS som medlem av Expedition 15 och han räknas även in i Expedition 16 under de veckor i oktober han var på ISS, tills han den 23 oktober 2007 ersattes av Daniel Tani.
Den 9 februari 2008 anslöt Léopold Eyharts som kom till ISS med Atlantis STS-122 och ersatte då Tani. Senare avlöstes Eyharts av Garrett Reisman (STS-123). Reisman fortsatte till Expedition 17.
Sydkoreanskan Yi So-yeon medföljde Expedition 16 tillbaka till jorden.

## Besättning
| Position       | Första delen (10 oktober 2007)              | Andra delen (oktober 2007 - februari 2008)  | Tredje delen (februari - mars 2008)         | Fjärde delen (mars - 19 april 2008)         |
| -------------- | ------------------------------------------- | ------------------------------------------- | ------------------------------------------- | ------------------------------------------- |
| Befälhavare    | Peggy Whitson, NASA Hennes andra rymdfärd   | Peggy Whitson, NASA Hennes andra rymdfärd   | Peggy Whitson, NASA Hennes andra rymdfärd   | Peggy Whitson, NASA Hennes andra rymdfärd   |
| Flygingenjör 1 | Jurij Malentjenko, RSA Hans fjärde rymdfärd | Jurij Malentjenko, RSA Hans fjärde rymdfärd | Jurij Malentjenko, RSA Hans fjärde rymdfärd | Jurij Malentjenko, RSA Hans fjärde rymdfärd |
| Flygingenjör 2 | Clayton Anderson, NASA Hans första rymdfärd | Daniel Tani, NASA Hans andra rymdfärd       | Léopold Eyharts, ESA Hans andra rymdfärd    | Garrett Reisman, NASA Hans första rymdfärd  |

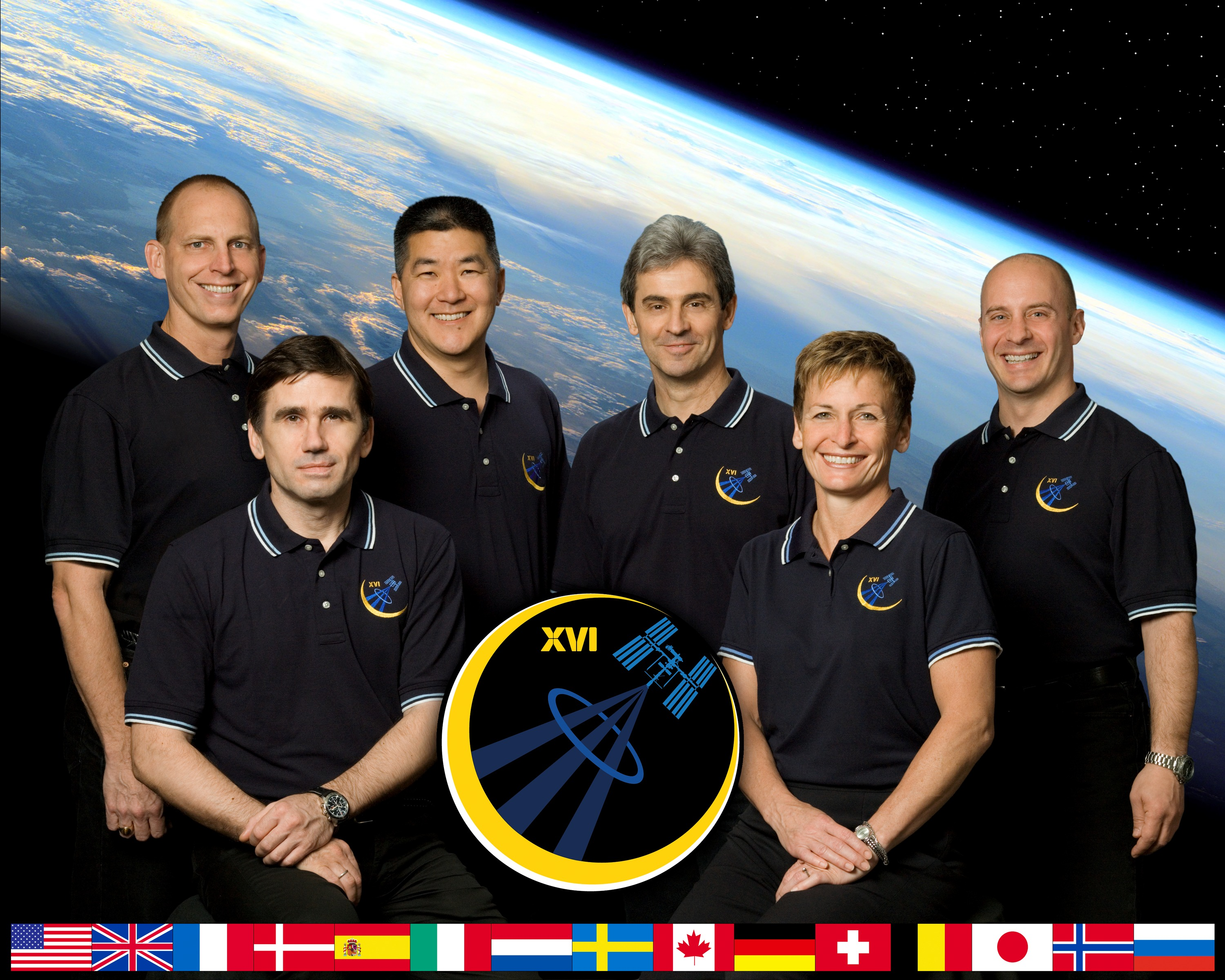
Expedition 16.
Övre raden från vänster: Anderson, Tani, Eyharts, Reisman
Nedre rad från vänster: Malentjenko, Whitson

(#) antal rymdfärder som varje besättningsmedlem avklarat, inklusive detta uppdrag.

## Uppdrag

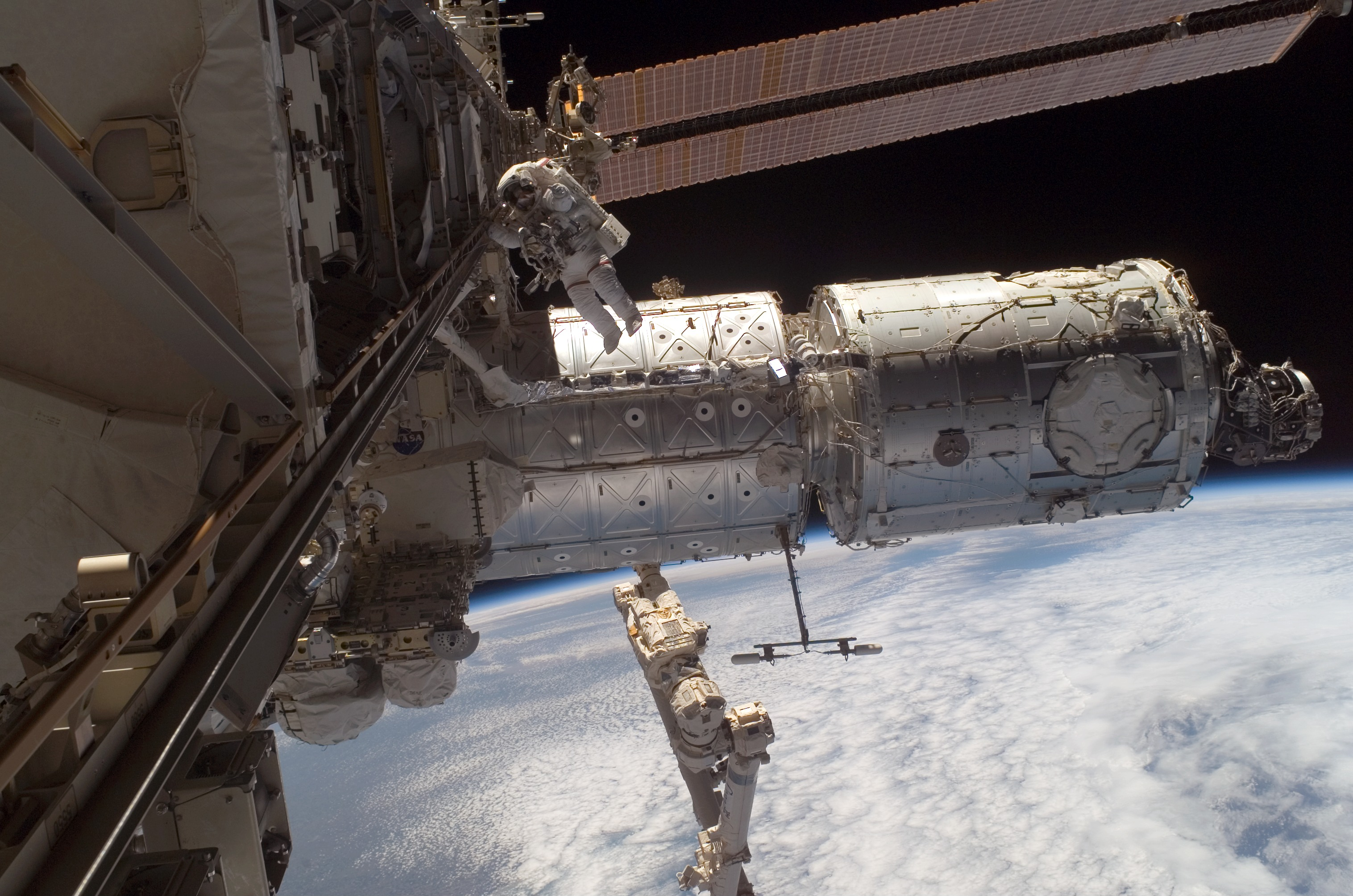
Peggy Whitson under rymdpromenaden den 24 november. Harmony syns längst till höger i bilden.

- Expedition 16 flyttade efter en serie rymdpromenader med hjälp av Canadarm2 modulen Harmony från Unity till sin permanenta plats framför det amerikanska laboratoriet Destiny den 14 november 2007. Därefter utförde Expedition 16 ytterligare två rymdpromenader för att slutföra installationen, varav den sista gjordes den 24 november.

## Besökare

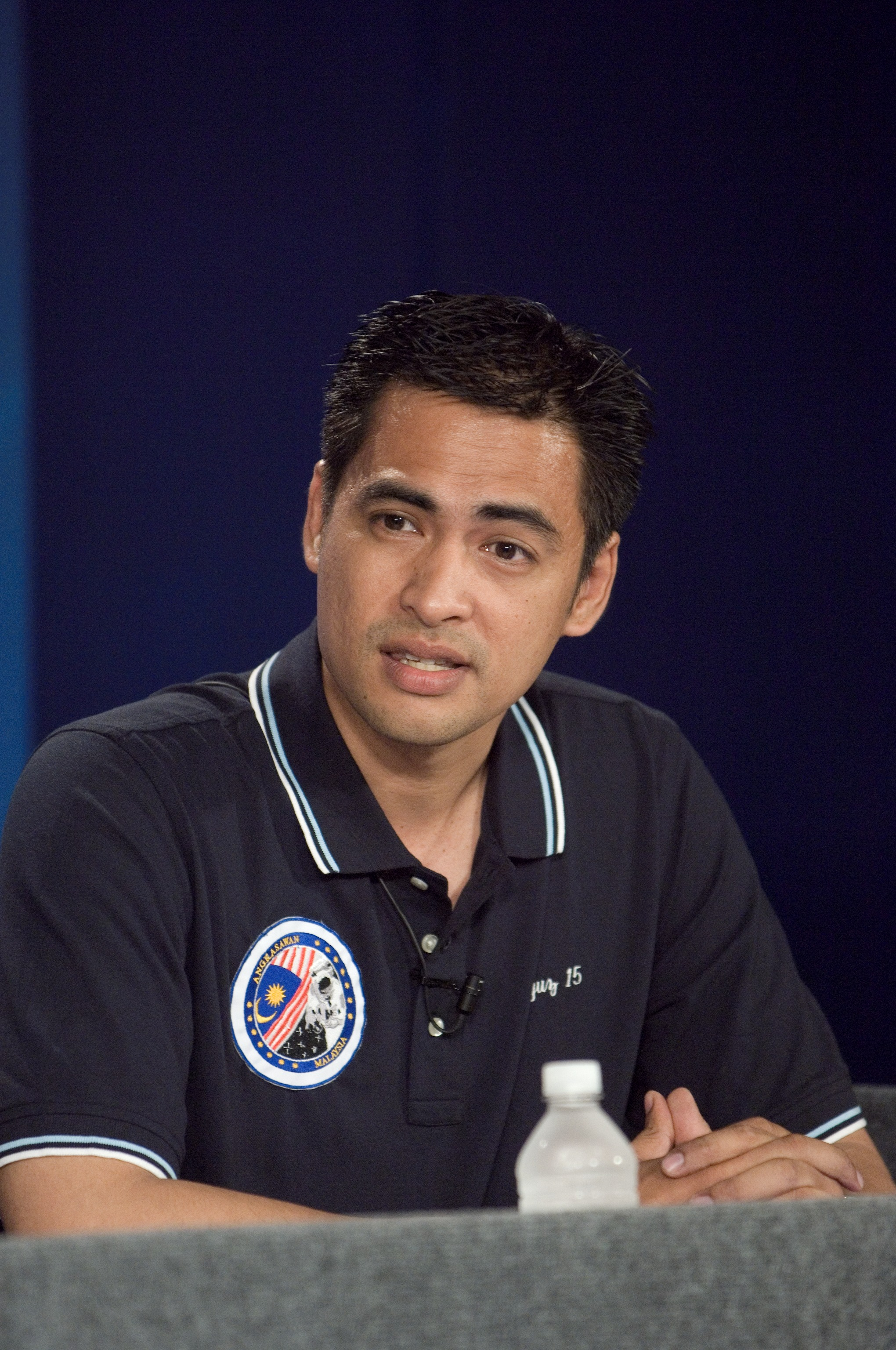
Sheikh Muszaphar Shukor på presskonferens i Johnson Space Center.

Dr. Sheikh Muszaphar Shukor Al Masrie bin Sheikh Mustapha blev den förste malaysiern i rymden när han gästade expedition 16 i oktober 2007 inbjuden av den ryska regeringen. Har reste till ISS med Sojuz TMA-11 och återvände till jorden med Sojuz TMA-10.